# Trochalopteron variegatum
Trochalopteron variegatum é uma espécie de ave da família Leiothrichidae.
Pode ser encontrada nos seguintes países: China, Índia, Nepal e Paquistão.